# Comune di Ishøj
Il comune di Ishøj è un comune danese situato nella regione di Hovedstaden. Capoluogo e sede amministrativa è il centro abitato omonimo.
Il comune si trova circa 16 km a sudovest di Copenaghen nella pianura compresa tra la capitale, Roskilde e Køge. La parte costiera del territorio comunale si affaccia sulla baia di Køge Bay ed è compresa nel Køge Bugt Strandpark, la vasta area ricreativa costituita alla fine degli anni '70 a protezione dell'area costiera.